# Maccheroni
Maccheroni is een Italiaanse filmkomedie uit 1985 onder regie van Ettore Scola.

## Verhaal
Als de oorlogsveteraan Robert Traven naar Napels gaat voor een zakenreis, ontmoet hij daar zijn oude legervriend Antonio Jasiello. Tijdens de oorlog had hij een kortstondige romance met diens zus. Hij komt erachter dat Antonio al jaren liefdesbrieven stuurt naar zijn zus en die ondertekent met de naam van Robert.

## Rolverdeling
| Acteur                | Personage                      |
| --------------------- | ------------------------------ |
| Jack Lemmon           | Robert Traven                  |
| Marcello Mastroianni  | Antonio Jasiello               |
| Daria Nicolodi        | Laura Di Falco                 |
| Isa Danieli           | Carmelina Jasiello             |
| Maria Luisa Santella  | Portier                        |
| Patrizia Sacchi       | Virginia                       |
| Bruno Esposito        | Giulio Jasiello                |
| Orsetta Gregoretti    | Jonge actrice in de schouwburg |
| Marc Berman           | Franse platenproducent         |
| Jean-François Perrier | Franse platenproducent         |
| Giovanna Sanfilippo   | Maria                          |
| Fabio Tenore          | Pasqualino                     |
| Marta Bifano          | Luisella                       |
| Aldo De Martino       | Cottone                        |